# Hlîneaneț, Nemîriv
Hlîneaneț (în ucraineană Глинянець) este un sat în comuna Bairakivka din raionul Nemîriv, regiunea Vinnița, Ucraina.

## Demografie
Componența lingvistică a localității Hlîneaneț
     Ucraineană (98,35%)
     Rusă (1,65%)
Conform recensământului din 2001, majoritatea populației localității Hlîneaneț era vorbitoare de ucraineană (98,35%), existând în minoritate și vorbitori de rusă (1,65%).